# Drepanaphis spicata
Drepanaphis spicata är en insektsart som beskrevs av Smith, C.F. 1941. Drepanaphis spicata ingår i släktet Drepanaphis och familjen långrörsbladlöss. Inga underarter finns listade i Catalogue of Life.